# Borovice mexická
Borovice mexická (Pinus ayacahuite) je velká severoamerická a středoamerická pětijehličná borovice s velkými šiškami, poměrně vzácně pěstovaná také v arboretech, soukromých parcích a zahradách.

## Synonyma
- Pinus ayacahuite varieta oaxacana
- Pinus don-pedrii
- Pinus hamata
- Pinus loudoniana varieta don-pedrii.

## Původ názvu stromu
Název stromu Ayacahuite vznikl romanizací (převod do latinského písma) aztéckého jména stromu: Āyauhcuahuitl.

## Popis
Stálezelený, jehličnatý, větrosprašný a jednodomý strom, dorůstající do výšky 45 m. Kmen je přímý a oblý a dosahuje průměru 2 m. Větve rostou u mladých stromů v pravidelných přeslenech, u starších stromů rostou více nepravidelně; větve jsou dlouhé, tenké a vodorovně rozprostřené, spodní větve se často sklánějí. Koruna je jehlanovitá až kuželovitá, později otevřená. Borka je zprvu hladká, tenká a popelavě šedá, později hrubá, rozdělená do malých obdélníkových desek a šedohnědá. Letorosty jsou tenké, hladké, zelenavě hnědé až světle šedé, pokryté hustými hnědými chlupy či bez chlupů a se seskupenými jehlicemi na koncích. Zimní pupeny jsou vejčitě kuželovité, bledě hnědé až šedé, 15 mm dlouhé, pryskyřičnaté, s dlouze špičatými, u vrcholků některými uvolněnými, šupinami. 
Jehlice jsou ohebné, ale ne visící, tenké, přímé nebo mírně pokroucené; na spodním povrchu jasně zelené, na horních površích se stříbrnomodrošedozelenými průduchy (Stomata). Vyrůstají ve svazečcích po 5, vzácně též po 6; jehlice jsou 8-18 cm dlouhé a 0,7-1 mm široké, na okrajích zubaté, s nepatrnými a široce rozloženými zuby. Mají ostrou špičku a 2-7 vnějších pryskyřičných kanálků a 1 cévní svazek. Svazečkové pochvy jsou 15-25 mm dlouhé, bledě hnědé a brzy opadávají. Jehlice zůstávají na stromě 3 roky.
Samčí (pylové) šištice (Microstrobilus) jsou vejčité až krátce válcovité a vyskytují se ve shlucích na koncích nových letorostů, 7-10 mm dlouhé, zprvu žluté a později oranžovohnědé. Samičí (semenné) šištice (Megastrobilus) jsou visící, mírně zahnuté, téměř válcovité, směrem k vrcholu se zužující, žlutohnědé, pryskyřičnaté a rostou blízko konců hlavních větví; šišky jsou na 2,5 cm dlouhých stopkách, opadávajících se šiškou. Šišky jsou 15-40 cm dlouhé a ve zralosti rozevřené 7-15 cm široké; vyskytují se po jedné nebo v přeslenech po 2-4; dozrávají na podzim a brzy opadávají. Šupin šišek je 100-150, jsou tenké, ohebné, úzké a 5-7 cm dlouhé. Výrůstky (Apophysis) jsou prodloužené, se zaobleným až tupým vrcholem, zpětně zahnuté a zvlněné. Přírůstek prvního roku (Umbo) je koncový, beztrnný a téměř vždy pryskyřičnatý. Semena jsou vejčitá, světle hnědá s tmavými skvrnami, semena se vyskytují po dvou na šupině; semena jsou 8-10 mm dlouhá a 6-8 mm široká. Křídla semen jsou srostlá z rozdílných částí a jsou 20-35 mm dlouhá a 8-12 mm široká.
Semenáče mají 7-13 děložních lístků (Cotyledon). K rozptylování pylu dochází v jižním a středním Mexiku v květnu.

## Příbuznost
Borovice mexická je blízce příbuzná s borovicemi jako borovice ohebná, Pinus monticola, borovice vejmutovka a borovice himálajská. Existuje též několik kříženců, například přirozeně vzniklá a plodná Pinus x holfordiana, kříženec Pinus ayacahuite a Pinus wallichiana, přirozeně vzniklý v roce 1904 v arboretu Westonbirt, The National Arboretum, v hrabství Gloucestershire, v Anglii. Tento kříženec je pěstován v několika sbírkách dřevin.
Podle některých botaniků existují 2 variety borovice mexické:
- Pinus ayacahuite varieta brachyptera: jinými botaniky považovaná za Pinus strobiformis
- Pinus ayacahuite varieta veitchii: je jinými botaniky považovaná za Pinus strobiformis poddruh veitchii.[3][6]

## Výskyt
Domovinou borovice mexické je Guatemala, Honduras, Mexiko (státy Chiapas, Guerrero, Hidalgo, Oaxaca, Puebla, Tlaxcala a Veracruz) a Salvador.

## Ekologie
Borovice mexická roste v rozsahu nadmořských výšek 1500-3600 m. Půdy jsou zde jílové, dobře propustné, pH kyselé a neutrální, strom dokáže růst ve výživově chudých půdách. Strom je mrazuvzdorný do –17,7 °C a vyžaduje plné slunce, dospělé stromy dobře odolávají suchu. Borovice mexická roste ve smíšených horských jehličnatých lesích v prostředí se středním množstvím vody či roste ve skupinách a nebo tvoří malé háje; nejvíce je rozšířena v Chiapasu v Mexiku a v západní Guatemale, kde je velmi spokojena ve společnosti borovic Pinus hartwegii, Pinus montezumae, Pinus oocarpa, Pinus pseudostrobus a také jedle Abies guatemalensis nebo cypřiše mexického Cupressus lusitanica. Doba rozšiřování pylu borovice mexické se mění podle zeměpisné šířky a nadmořské výšky.

## Nepřátelé a nemoci
V Chiapasu, Guatemale a Oaxace je strom hostitelem trpasličího jmelí Arceuthobium guatemalense.

## Využití člověkem
Borovice mexická je pro svou výšku a stejnoměrný tvar velmi důležitým a velmi vyhledávaným zdrojem řeziva, používaného ve stavebnictví, tesařství, na výrobu nábytku a užitného zboží jako například beden, palet, přepravek a dřevoviny. Pěstována je pouze vzácně v několika arboretech, soukromých parcích a zahradách.

## Ohrožení
Borovice mexická není organizací IUCN považována za ohroženou, stav její populace je ale klesající. Je ohrožená kácením především v případě, že je prováděno neudržitelně. Strom se vyskytuje v několika chráněných oblastech.